# Ронис, Карлис
Карлис Ронис (род. 25 декабря 1928) — советский хоккеист, нападающий.
Всю карьеру в командах мастеров провёл в рижской «Даугаве», сыграв в девяти сезонах чемпионата СССР (1949/50 — 1957/58). В последнем сезоне — играющий тренер. Старший тренер команды, ставшей называться «Динамо», в сезонах 1958/59 и 1963/64 (с конца декабря) — 1964/65).